# Kamieniec (województwo dolnośląskie)
Kamieniec (niem. Kamnitz) – wieś sołecka w Polsce, położona w województwie dolnośląskim, w powiecie kłodzkim, w gminie Kłodzko. W latach 1975–1998 miejscowość administracyjnie należała do województwa wałbrzyskiego.

## Geografia

### Położenie geograficzne
Kamieniec leży w środkowo-zachodniej części Kotliny Kłodzkiej, w Sudetach, w południowo-zachodniej Polsce, u południowego podnóża Wzgórz Ścinawskich. Od Kłodzka, stolicy gminy i powiatu jest oddalony o 5 km na zachód. Na zachodzie graniczy z Niwą (gmina Szczytna), na północy z Suszyną i Ścinawką Średnią (gmina Radków), na wschodzie z Roszycami i Ruszowicami, na południu z Szalejowem Górnym.
Według danych z 2008 r. wieś zajmowała obszar 4,33 km², co stanowiło 1,72% powierzchni gminy Kłodzko.
Warunki naturalne
Kamieniec jest niewielką wsią położoną na wysokości ok. 380–410 m n.p.m., pod niewielkim grzbietem, na którym sąsiaduje z Tworowem. Lekko pofalowany teren zajmują głównie użytki rolne na dobrych glebach.
Budowa geologiczna
Okolice Kamieńca zbudowane są z czerwonego spągowca, przebitego melafirami, w których można znaleźć wiele rzadkich minerałów, m.in. annabergit, a także dolomit i stilbit, jednak tereny te znane są przede wszystkim z występowania ładnych agatów.

## Nazwa
Nazwa miejscowości wywodzi się od polskiej nazwy kamień. Śląski pisarz Konstanty Damrot w swojej pracy o śląskim nazewnictwie z 1896 roku wydanej w Bytomiu wymienia dwie nazwy: polską „Kamienica” oraz niemiecką „Kamitz”. Podaje także zlatynizowaną staropolską nazwę zanotowaną w łacińskim dokumencie z 1286 roku - Camenicza. Nazwa została później zgermanizowana i utraciła swoje pierwotne znaczenie.
W 1475 roku w łacińskich statutach Statuta synodalia episcoporum Wratislaviensium miejscowość wymieniona jest w zlatynizowanej formie Camencz.
Polską nazwę miejscowości w obecnej formie Kamieniec w książce "Krótki rys jeografii Szląska dla nauki początkowej" wydanej w Głogówku w 1847 wymienił śląski pisarz Józef Lompa.

## Historia
| 1351 | Camencz          |
| 1361 | Kamencz          |
| 1362 | Kamenz           |
| 1390 | Kamenicz         |
| 1417 | Kemenitcz        |
| 1420 | Kemenicz Kemnicz |
| 1421 | Kemencz          |
| 1490 | Kamnitz          |
| 1496 | Kemtz            |
| 1499 | Kamenitz         |
| 1549 | Kaments          |
| 1560 | Kemiz            |
| 1631 | Kamitz           |
| 1747 | Camitz           |
| 1782 | Camnitz          |
| 1816 | Kamnitz          |
| 1945 | Kamieniec        |

### Początki wsi
Osadnictwo w okolicy Kłodzka pojawiło się stosunkowo wcześnie, ze względu na istniejące tutaj korzystne warunki naturalne. Jedną ze starszych wsi w tym rejonie jest Kamieniec, mimo iż jego początki nie są zbyt dobrze udokumentowane. Jednak osada w tym miejscu istniała długo przed pierwszą wzmianką źródłową datowaną na 1. połowę XIV w.
Wieś leżała w dobrach należących do rodu Pannwitzów. W 1361 r. w związku z Kamieńcem w dokumentach wymieniany był Mathes Panewicz. Rok później jest mowa o siedmiu łanach we wsi należących do wspominanego Mathesa i Wolfharta von Czedelicz. Dobra te były często zastawiane, m.in. do czynszu z niej swoje pretensje rościł Conrad von Reno, a w 1363 r. wieś była ponownie przedmiotem zastawu, którego stronami byli: Heynrich von der Stercz i Mathys von Panewicz. Z kolei w 1390 r. swoje roszczenia zgłaszał Puta II z Czastolowic.
Wieś była zamieszkiwana przez ludność pochodzenia słowiańskiego, o czym świadczą, m.in. nazwiska odnotowywane w dokumentach z tego okresu. I tak w związku z istniejącym tutaj od dawna wolnym, dziedzicznym sędziostwem w 1417 r. wymieniano dwóch jego posiadaczy – Bessichta Twirdiga i Mertina Schatanesa. ten drugi wystąpił także w 1421 r. przy okazji sprzedaży sędziostwa w Kamieńcu wraz ze wszystkimi przywilejami, Kylianowi von Hugewiczowi.
Co najmniej przez cały XV w. wieś wchodziła w skład dóbr Haugwitzów, chociaż przejściowo zdarzali się też inni właściciele, głównie gdy osada była zastawiana za gotówkę. Dzieje Kamieńca są ściśle powiązane z sąsiednimi Piszkowicami, gdzie przeważnie rezydowali jej właściciele i gdzie mieściła się parafia. Wiadomo, iż w 1460 r. dzierżawcą był niejaki Mikolasch, a w 1494 sędziostwo posiadał sędzia z Wojciechowic. W tym samym roku książę Henryk I Podiebradowicz Starszy potwierdził 10 tysięcy guldenów węgierskich na majątku i wsi w Kamieńcu, Zbinkowi Bochowitzowi. Dwa lata później Johann von Haugwitz z Piszkowic posiadał już tylko część wsi.

### Pod panowaniem czeskim
Następnymi posiadaczami byli von Tschischwitzowie. W XVI w. istniało tu wolne dziedziczne sołectwo, być może wówczas powstał pierwszy dwór. W XVII w. Kamieniec nadal był niezbyt dużą wsią. W 1631 r. mieszkało tu 16 gospodarzy, z których 10 płaciło podatki kościelne. Po von Tschischwitzach wieś przeszła na własność skarbu państwa i do 1684 r. była królewszczyzną. Dopiero potem była ponownie w prywatnych rękach.

### Pod panowanie pruskim (niemieckim)
XVIII w. oraz zajęcie ziemi kłodzkiej przez Prusy w wyniku wojen śląskich (1740–1763), przyniósł częściowy rozwój wsi. Kamieniec wszedł w obręb posiadłości czołowych magnatów kłodzkich. W 1747 r. należał do hr. von Hartiga. Mieszkało tu 10 kmieci oraz 20 zagrodników i 14 chałupników. W 1782 r. osada należała do von Mutiusa. Wieś liczyła 40 budynków, a mieszkało 26 zagrodników i 14 chałupników, a wśród nich było 4 rzemieślników. We wsi znajdowały się 2 kamieniołomy wapieni i piec do ich wypalania.
W 1816 r. wymieniono po raz pierwszy kolonię Neu-Kamnitz, która tworzyła górną część wsi, z dworem i folwarkiem. W 1825 r. właścicielem wsi byli potomkowie hr. von Mutiusa, a w 1840 r. niejaki Grundke. Wieś liczyła wówczas 52 budynki, był tutaj dwór, folwark, młyn wodny, browar, a wśród byli rzemieślnicy i handlarze. W folwarku trzymano 700 merynosów. W XIX w. Kamieniec słynął w całym hrabstwie kłodzkim z jarmarków końskich. Przez cały czas pozostawał wsią rolniczą, a o jego rolniczym charakterze świadczy niewielki odsetek mieszkańców utrzymujący się z rzemiosła i handlu.

### W granicach Polski
Po 1945 r. Kamieniec znalazł się w granicach Polski, w wyniku przegranej przez Niemcy II wojny światowej. Dotychczasową ludność wsi wysiedlono do 1947 r. w głąb Niemiec, a na jej miejsce przybyła ludność polska.
Mimo tej zmiany dominującą pozycję we wsi zachowało rolnictwo. W byłym dworze i folwarku ulokowano PGR, a potem gospodarstwo hodowlane. Wieś posiadała ustabilizowaną sytuację ludnościową, lecz jej rozwój był hamowany przez mały areał użytków rolnych i brak zaplecza handlowo-usługowego.

## Zabytki
Kamieniec zachował pozostałości pierwotnego układu urbanistycznego, wsi łańcuchowej, która szczególnie czytelna jest w jej dolnej części. We wsi znajduje się szereg interesujących budynków, nie zaliczających się do wartościowych zabytków, ale tworzących łącznie zespół godny uwagi.
Do wojewódzkiego rejestru zabytków wpisany jest obiekt:
- pałac z XIX wieku (nr 47) i zabudowania folwarczne pochodzące z początków XIX w.[19] Obecnie istniejący obiekt rozpoczęto budować w 1780 roku, na co wskazuje kamień węgielny pod jednym z narożników pałacu. Około 1883 roku pałac został rozbudowany na polecenie Artura von Seherr-Thossa o nowe eklektyczne skrzydło z portalem i wykusz wieżowy z hełmem. Po 2008 roku zrujnowany obiekt kupiły osoby prywatne i rozpoczęły jego remont[20].

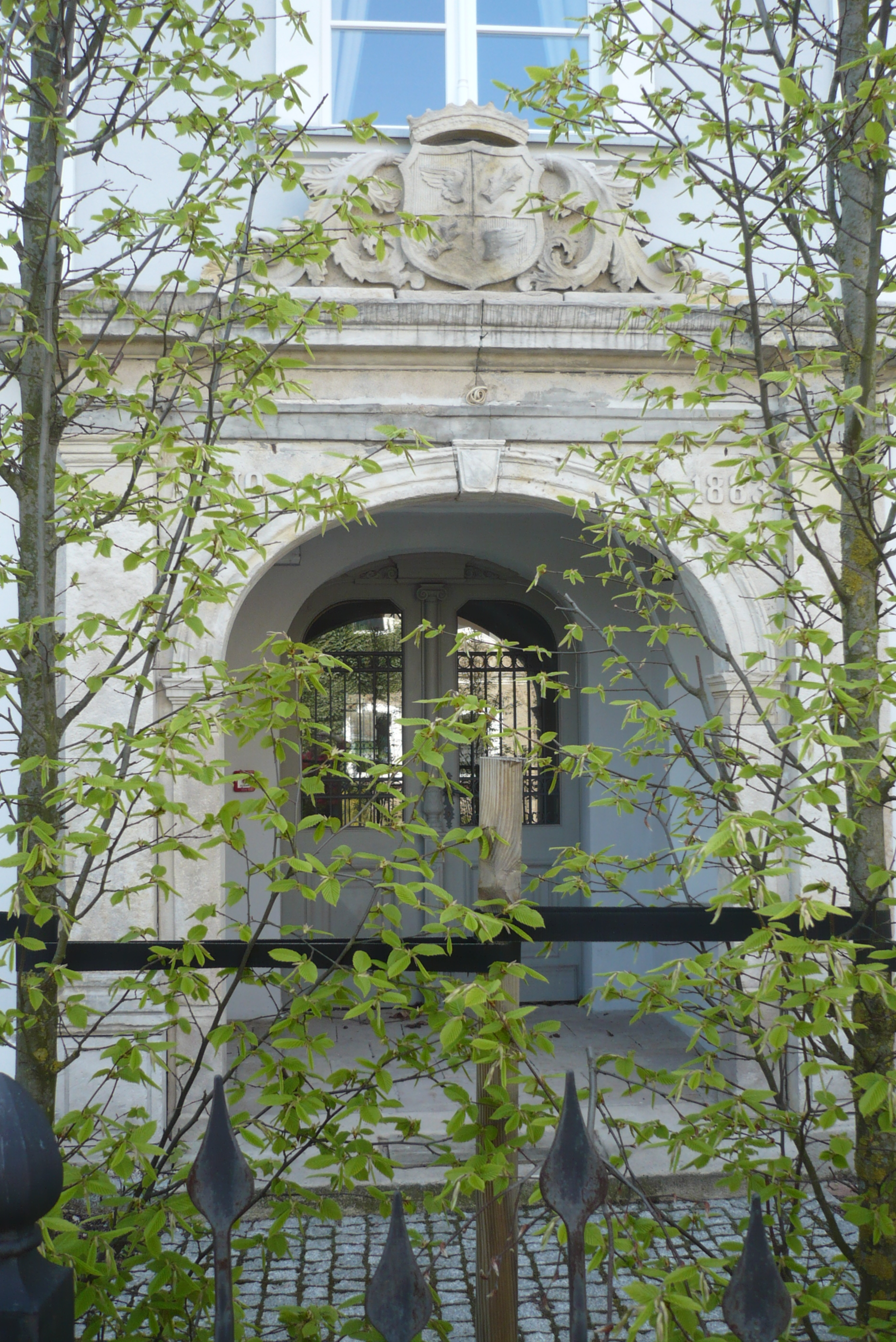
Portal
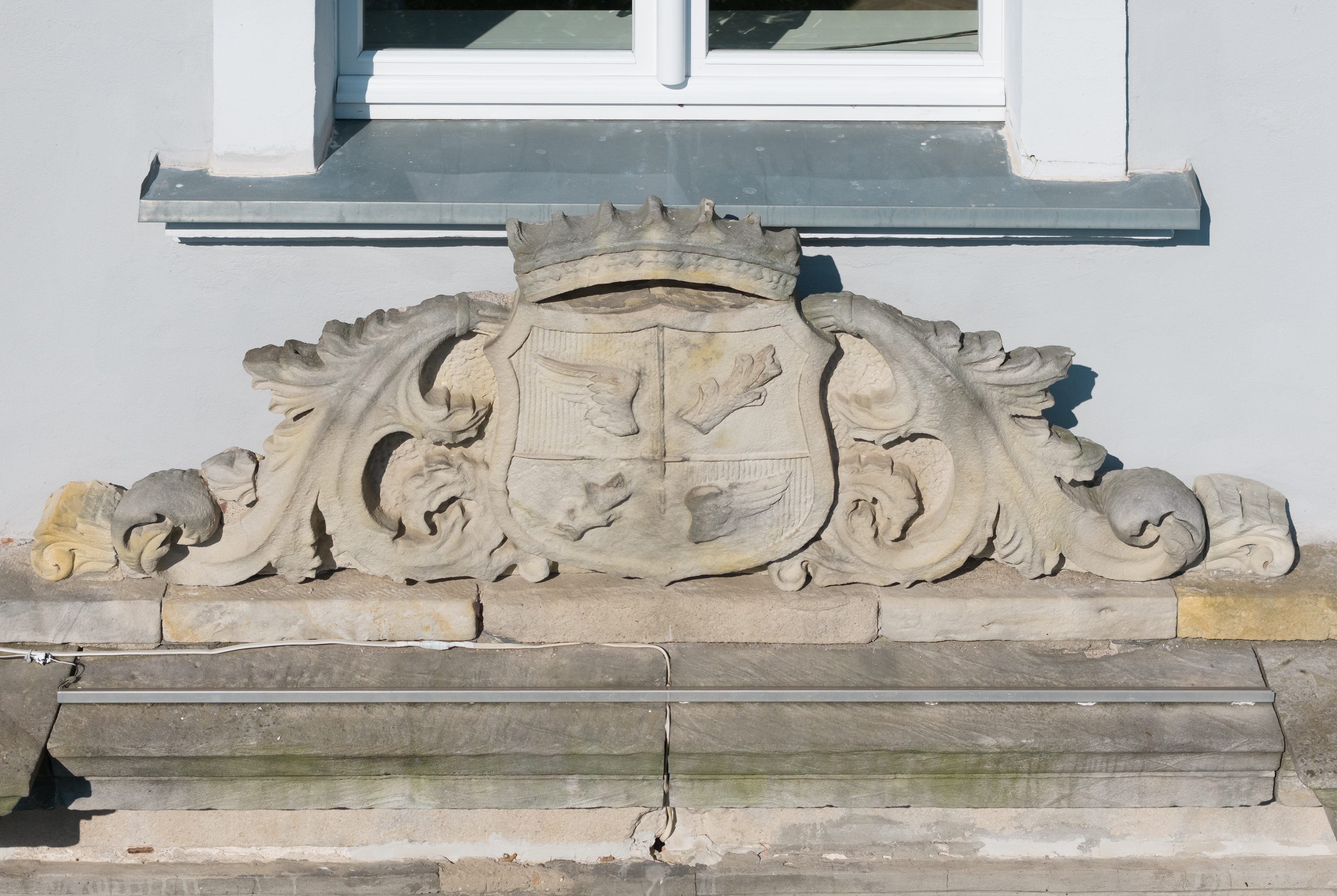
Kartusz z herbem Seherr-Thoß
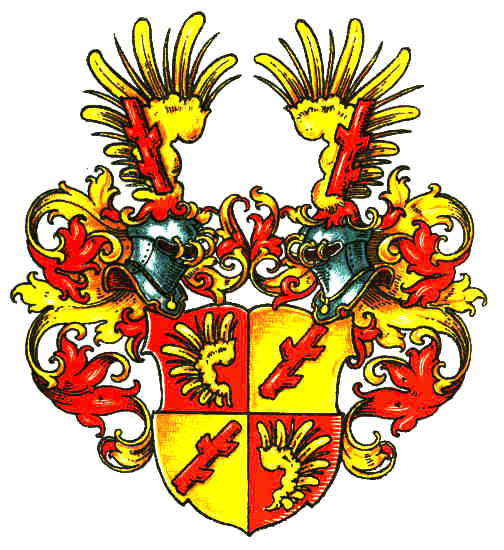
Herb br. Seherr-Thoss z 1721
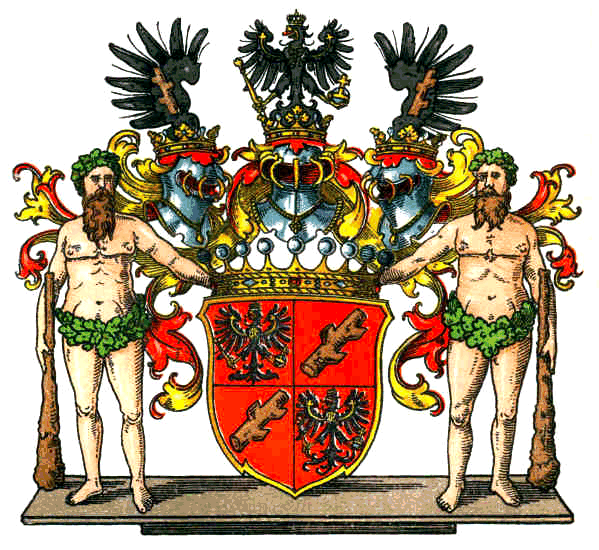
Herb hr. Seherr-Thoss z 1775

Inne zabytki:
- domy mieszkalne i budynki gospodarcze reprezentują dobre przykłady typowych budynków ludowych występujących na ziemi kłodzkiej[15].

## Edukacja i kultura
Dzieci w wieku 7-13 lat uczęszczają do szkoły podstawowej w Kłodzku, Szalejowie Górnym oraz Wojborzu. Młodzież w wieku 13-16 lat kontynuuje naukę w Gimnazjum Publicznym im. Władysława Reymonta w Kłodzku.
Wieś nie posiada osobnej parafii katolickiej. Tutejsi mieszkańcy należą od czasów średniowiecza do parafii św. Jana Chrzciciela w Piszkowicach.

## Administracja
Kamieniec po zakończeniu II wojny światowej znalazł się w granicach Polski. W latach 1945–1975 wieś wchodziła w skład powiatu kłodzkiego, należącego do województwa wrocławskiego. W 1954 r. władze centralne zlikwidowały gminy, tworząc w ich miejsce gromady, obejmujące swoim zasięgiem po kilka wsi. Kamieniec tworzył wspólną gromadę z Szalejowem Górnym, a następnie wchodził w skład województwa wałbrzyskiego (do 1999) i gminy Kłodzko.
W 1990 r. po transformacji ustrojowej państwa polskiego i przywróceniu samorządów władze gminy Kłodzko I kadencji zadecydowały o podziale gminy na jednostki pomocnicze – sołectwa. Jedno z nich utworzono w Kamieńcu, które objęło swoim terytorium obszar całej wsi. Na jego czele stoi sołtys, jako jednoosobowy organ władzy wykonawczej, który ma do pomocy radę sołecką.
Mieszkańcy wsi wybierają do Rady Gminy dwóch radnych co 4 lata, tworząc wspólny okręg wyborczy z Korytowem, Ruszowicami, Piszkowicami, Gorzuchowem i Święckiem.
Przedstawicielem z ramienia Gminy Kłodzko w Kamieńcu jest sołtys i rada sołecka. W radzie sołeckiej zasiada zgodnie ze statutem wsi pięć osób.

## Demografia
Liczba ludności Kamieńca na przestrzeni stuleci kształtowała się następująco:
Wieś posiada stosunkowo ustabilizowaną sytuację demograficzną. Spowodowane jest to stosunkowo korzystnym położeniem geograficznym, dobrymi połączeniami komunikacyjnymi oraz dobrymi warunkami glebowymi.

## Infrastruktura

### Transport
Kamieniec leży na uboczu ważnych szlaków komunikacyjnych ziemi kłodzkiej. Przez wieś przechodzi droga powiatowa nr 3239D. Znajdują się tutaj dwa przystanki autobusowy. Komunikację autobusową na obszarze Kamieńca obsługuje PKS Kłodzko.
Najbliższy przystanek kolejowy znajduje się w Bierkowicach przez który przebiega linia kolejowa z Kłodzka Głównego do Wałbrzycha Głównego. Ruch pasażerski na tej trasie wstrzymano w 2004 r., przywracając go po pięciu latach od przejęcia obsługi linii przez Koleje Dolnośląskie.

### Bezpieczeństwo
W zakresie ochrony przeciwpożarowej oraz innych miejscowych zagrożeń – Kamieniec podlega rejonowi działania Powiatowej Straży Pożarnej oraz Komendzie Powiatowej Policji w Kłodzku. Funkcję dzielnicowego sprawuje mł. asp. Krzysztof Pinkiewicz.

## Gospodarka
Kamieniec jest wsią o zróżnicowanej gospodarce. Znajduje się tu 9 gospodarstw rolnych oraz 14 firm usługowo handlowych w tym Agencja Detektywistyczna, Hurtowania Mięsa i Wędlin. Ze względu na położenie, dobre warunki glebowo-klimatyczne, a także pewne oddalenie od innych większych miejscowości Kotliny Kłodzkiej charakteryzuje się niskim odsetkiem ludności rolniczej. W 1978 r. 68% ludności czynnej zawodowo utrzymywało się z pracy w rolnictwie, dziesięć lat później aż 89% obecnie odsetek ten osiąga około 24%. W Kamieńcu znajdują się dwa obiekty noclegowe. Jeden z nich to obiekt historyczny, w którym właściciele urządzili hotel w którym odbywają się cykliczne wydarzenia kulturalne.
Część mieszkańców pracuje w sąsiednich miejscowościach, Kłodzku czy Polanicy-Zdroju.
| Rodzaj               | Powierzchnia (ha) | %      |
| -------------------- | ----------------- | ------ |
| użytki rolne         | 366               | 84,53% |
| tereny zamieszkane   | 25                | 5,77%  |
| lasy                 | 42                | 9,70%  |
| Powierzchnia wsi (Σ) | 433               | 100%   |

## Ważniejsze osobistości
- Josef Olbrich (ur. 1868 r. w Kamieńcu; zm. 1936 r. w Kłodzku) – lekarz, muzyk amator, znany kolekcjoner i znawca instrumentów muzycznych.